# 石橋尚登
石橋 尚登（いしばし なおと、1982年4月20日 - ）は、長崎県平戸市出身の元プロ野球選手（内野手）、野球指導者。2005年の登録名は「石橋 尚至」、2006年から2007年の登録名は「石橋 尚到」（いずれも読み同じ）。

## 来歴・人物
波佐見高では2年秋の九州大会でベスト8、3年夏の県大会で準優勝。無名に近い存在ではあったが、2000年のドラフト6位で広島東洋カープに入団。石橋の指名は波佐見高校出身者としては史上初であった。
高校通算打率.406、通算盗塁200以上と走攻守3拍子揃った内野手として期待され入団し、注目は高かった。ウエスタンリーグでは毎年好成績をマークし、打撃は評価が高いだけに若手の注目株として期待されたが、左膝を故障。
2005年、「尚登」から「尚至」（なおと）に改名するも殻は破れず、自由契約に。その後、12球団合同トライアウトを受け阪神タイガースにテスト入団。同時に登録名を「尚到」（なおと）に変更。
2006年10月6日に戦力外通告を受けたが、トライアウトから10日以上たった12月7日に西武ライオンズへの入団が発表された。プロ入り7シーズン目で一度も1軍出場がないまま、3球団を渡り歩くことになる。
2007年も一軍出場はなく、同年10月27日に西武ライオンズから3年連続3回目の戦力外通告が発表され、11月30日に自由契約公示され、トライアウトを受けたが不合格となって現役引退した。非常に練習熱心であったがそれが原因で毎年のように怪我を繰り返していたという。
2008年からは接骨院開業を目指して、MSH医療専門学校に通学し柔道整復師の資格を取得した。また、同校が保有する社会人野球チームのMSH塩見でコーチ兼野手としてもプレーした。
専門学校卒業後は、整骨院を開業し院長を務めた。
2017年10月1日より長崎国際大学硬式野球部の野手コーチ・トレーナーを経て、ヘッドコーチに就任した。

## 詳細情報

### 年度別打撃成績
- 一軍公式戦出場なし

### 背番号
- 65 （2001年 - 2005年）
- 69 （2006年）
- 64 （2007年）

### 登録名
- 石橋 尚登 （いしばし なおと、2001年 - 2004年）
- 石橋 尚至 （いしばし なおと、2005年）
- 石橋 尚到 （いしばし なおと、2006年 - 2007年）